# Clavisotoma
Genre
Clavisotoma est un genre de collemboles de la famille des Isotomidae.

## Liste des espèces
Selon Checklist of the Collembola of the World (version du 5 septembre 2019) :
- Clavisotoma africana (Womersley, 1934)
- Clavisotoma brisbanensis (Womersley, 1935)
- Clavisotoma fatonei (Rapoport, 1959)
- Clavisotoma filifera (Denis, 1931)
- Clavisotoma inaequalis (Schäffer, 1898)
- Clavisotoma lamelligera (Börner, 1909)
- Clavisotoma laticauda (Folsom, 1937)
- Clavisotoma palustris (Cassagnau, 1959)
- Clavisotoma plicicauda (Handschin, 1927)
- Clavisotoma richardi (Denis, 1924)
- Clavisotoma sjoestedti (Wahlgren, 1910)
- Clavisotoma yamorensis (Uchida, 1949)
- Clavisotoma yosiii (Stach, 1947)

## Publication originale
- Ellis, 1970 : Proisotoma filifera Denis in Holland, with a note on its classification (Collembola, Isotomidae). Entomologische Berichten, vol. 30, p. 18-24.